# Меренге
Мере́нге (исп. merengue) — музыкальный стиль и танец Доминиканской Республики, получивший также широкое распространение в латиноамериканских странах Карибского бассейна, а также в тех из латиноамериканских общин США, где преобладают выходцы из этих стран.

## Музыка меренге
Меренге характеризуется быстрым темпом и условно состоит из трех частей: ритмическая часть, мелодическая часть, вокал. Для исполнения меренге необходимо не менее трех музыкальных инструментов, два из которых — традиционные для Антильских островов: гуиро (или гуира) и тамбора. Тамбора — ударный инструмент африканского происхождения, деревянный барабан, обтянутый козлиными шкурами. На тамборе играют, ударяя ладонью по одной стороне и деревянной палочкой — по другой стороне, а также по ободу. Гуиро — инструмент из плода сушеной тыквы, на которую наносили горизонтальные насечки, проводя по которым деревянной палочкой, извлекали звук. В современном[когда?] меренге также используется гуиро из жести, которая имеет вид трубки с гофрированными стенками. Оба этих инструмента отвечают за ритмическую часть меренге и используются как в фольклорном, так и в популярном вариантах.

### Фольклорное меренге (merengue típico)
Главным инструментом в «типико»-ансамбле является кнопочный аккордеон. Аккордеон дает яркий, насыщенный звук и оставляет широкий простор для импровизации. Соло на аккордеоне — неотъемлемая часть фольклорных композиций. Аккордеонист в подавляющем большинстве случаев является также и лидером-основателем группы.
В фольклорном меренге также часто применяются мара́ки и язычковая маримба (marimba de lengüetas). Последняя представляет собой деревянный ящик с отверстием в передней части, частично закрытым металлическими пластинами. Играют на язычковой маримбе, ударяя по пластинам рукой либо оттягивая их.

### Классическое и современное меренге
В современном[когда?] меренге аккордеон практически не участвует. Его заменили клавишные — фортепиано и духовые — труба, тромбон, саксофон. Труба и тромбон, как широко используемые в музыке «тропического» направления, делают мелодию веселой и торжественной. В частности, оглушительные партии труб характерны для меренге с острова Пуэрто-Рико. Доминиканские музыканты чаще вводят в оркестр один или два саксофона; в этом случае мелодический рисунок становится более сглаженным. Фольклорные ансамбли в некоторых случаях также используют саксофон.

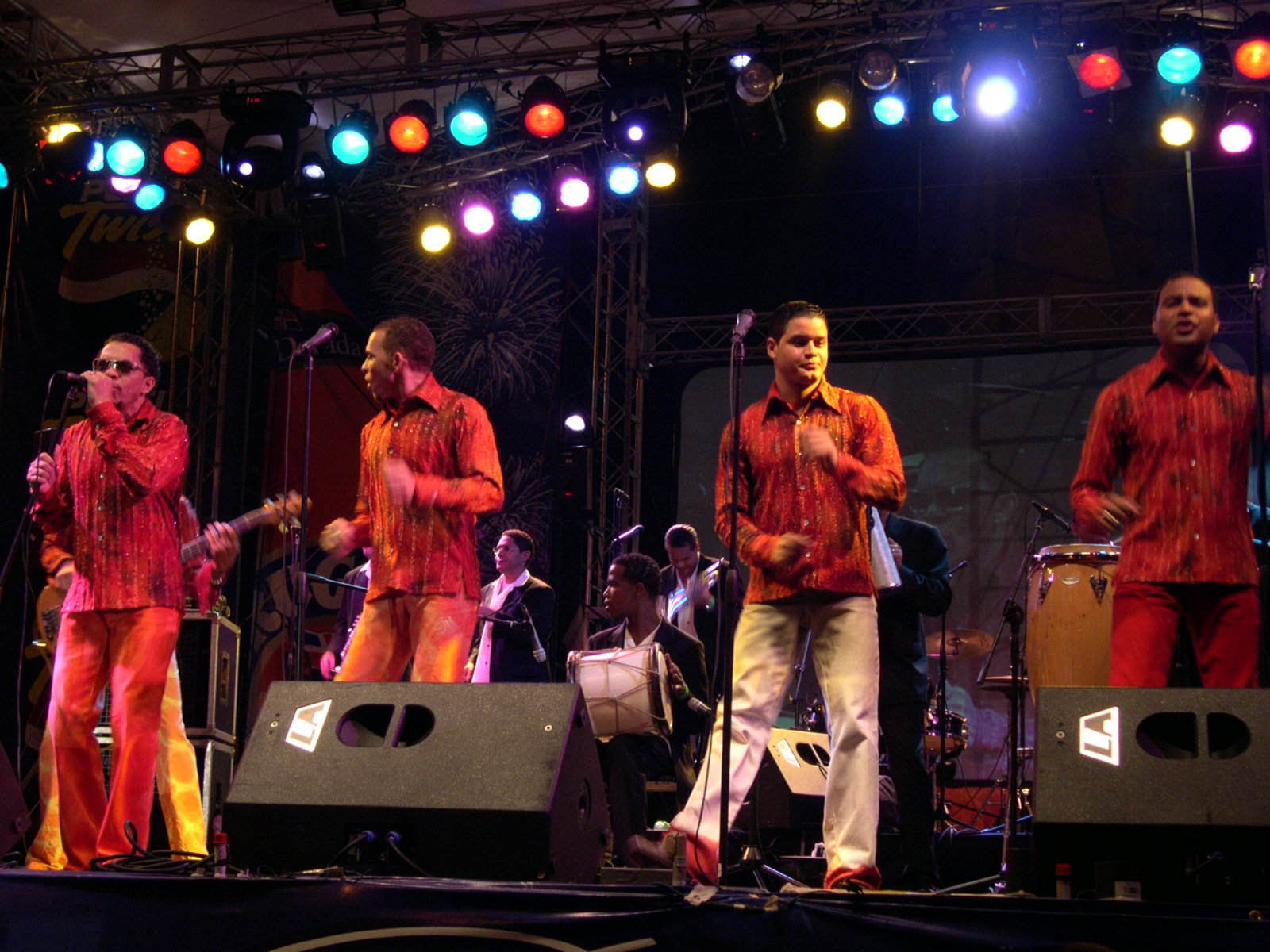
Меренге-группа «Los Hermanos Rosario» (Доминиканская Республика) на концерте

## История меренге

### Зарождение музыкального жанра
Происхождение меренге до сих пор вызывает споры. Имеется несколько версий зарождения этого жанра:
1. Первое меренге сочинил и исполнил Хуан-Баутиста Альфонсека (Alfonseca, Juan Bautista, 1810—1875), доминиканский композитор, руководитель военных оркестров и автор первого гимна Доминиканской Республики (Flérida de Nolasco).
2. Впервые меренге прозвучало как триумфальная мелодия после битвы при Таланкере (1844), где доминиканские войска одержали победу над гаитянами (Rafael Vidal).
3. Меренге напрямую происходит от распространенной в те времена кубинской мелодии под названием упа (upa habanera). В Доминиканскую Республику упа пришла с берегов Пуэрто-Рико в середине прошлого века (Fradique Lizardo).

Историографы склоняются к мнению, что третья версия происхождения меренге наиболее правдоподобна. Так, в 1838—1849 годах получил широкое распространение танец упа абанера (upa habanera), который вошёл в моду сначала в Пуэрто-Рико, а потом и в Санто-Доминго. Одно из движений этого танца называлось «меренге». Похоже, это название нигде не упоминалось до тех пор, пока полковник Альфонсека не начал включать фрагменты этой популярной мелодии в свои произведения.
Сначала меренге исполнялось с помощью народных инструментов, наиболее доступных, таких, как трес, куатро (разновидности карибских гитар), доминиканская бандуррия. В конце прошлого века в Доминиканскую Республику был завезен из Европы диатонический аккордеон, который, благодаря удобству в обращении с ним, заменил бандуррию и гитары. Но в то же время мелодические возможности аккордеона налагали некоторые ограничения на музыку, и поэтому меренге с тех пор практически не претерпело изменений.

### Развитие меренге до 1930 года
Несмотря на то, что меренге быстро завоевало симпатии народа, высшее общество очень долго выступало против нового жанра, так как меренге имело африканские корни. Другие доминиканские ритмы того же происхождения не подвергались нападкам со стороны аристократии, так как это были в основном ритуальные танцы, которые практиковались в сельской местности, вдалеке от состоятельного общества, в то время как меренге уже танцевали в бальных салонах наравне с классическими танцами. Другой причиной того, что меренге долго находилось в немилости у состоятельных классов, были тексты песен. Большинство из них были вульгарны и изобиловали бранными словами, таким песням было не место в приличном танцевальном салоне.
В 1875 году президент Улисес Франсиско Эспайльят (Espaillat, Ulises Francisco) начал кампанию за запрещение меренге. Это было уже не нужной мерой, так как меренге к тому времени уже ушло из больших городов и сделалось популярным в сельских регионах. Особенно широкое распространение оно получило в регионе Сибао (и, возможно, поэтому эта местность считается[кем?] родиной меренге).
В начале XX века началось движение за возрождение меренге. Известные музыканты того времени хотели, чтобы меренге вновь зазвучало в салонах. Для этого тексты, сопровождающие музыку, необходимо было избавить от вульгарных выражений. Долгое время попытки оправдать меренге были безуспешны. Ситуация резко изменилась в 1930 году, когда Рафаэль Леонидас Трухильо, кандидат в президенты, пригласил для своей предвыборной кампании народные оркестры (conjuntos), исполнявшие «perico ripiao», традиционное меренге. Большую роль в популяризации меренге сыграло и распространение радио.
Известные исполнители меренге в 1910—1930 годах: Франсиско «Ньико» Лора (Francisco «Ñico» Lora), Антонио Абреу (Antonio Abreu).

### Меренге в эпоху Трухильо (1930—1961)
Семья диктатора Трухильо всячески способствовала распространению народной доминиканской музыки. В этот период меренге начинает постепенно распространяться за пределы страны, благодаря росту количества радиостанций в Доминиканской Республике и во всем Карибском регионе. Известно, что уже в 30-е годы меренге-оркестры возникли в Венесуэле, Колумбии, США, на Кубе. В это время стали известными такие исполнители, как Альберто Бельтран (Alberto Beltrán), Анхель Вилория (Ángel Viloria), Луис Калаф (Luis Kalaff), Хосеито Матео (Joseíto Mateo).

### Меренге в наши дни
С падением диктатуры Трухильо в 1961 году меренге получило новое развитие. Демократизация доминиканского общества дала музыкальным коллективам бо́льшую творческую свободу. Как результат, мелодии меренге стали разнообразнее и насыщеннее. Тексты, ранее излишне политизированные, стали уходить в сторону более повседневных тем. В 60-е годы возникли такие коллективы, как «Комбо Шоу» Джонни Вентуры (El Combo Show de Johnny Ventura), оркестры Куко Валоя (Cuco Valoy), Феликса дель Росарио (Félix del Rosario).
В 70-е, в стремительно растущих городах — Санто-Доминго и Нью-Йорке, центре доминиканской эмиграции, — меренге приобретает статус популярной музыки. Меняется также концепция музыкальных коллективов, теперь они называются группами (в противовес оркестрам), наиболее известными из которых становятся Milly y Los Vecinos, Conjunto Quisqueya, Wilfrido Vargas y Los Beduinos, Los Hijos del Rey.
В эпоху 80-х на доминиканскую музыку оказали влияние многие зарубежные музыкальные стили, в частности, рок и джаз. Это способствовало ещё большему росту мелодического разнообразия в меренге. Аранжировщики меренге вводят в обработки новые инструменты (скрипка, виолончель, синтезатор и другие). Среди исполнителей становятся известными Хуан-Луис Герра и его оркестр «4.40» (Juan Luis Guerra y 440), Диони Фернандес (Dioni Fernández), Алекс Буэно (Alex Bueno), Рамон-Орландо Валой (Ramón Orlando Valoy), Фернандо Вильялона (Fernando Villalona), Серхио Варгас (Sergio Vargas), Рубби Перес (Rubby Pérez), «Братья Росарио» (Los Hermanos Rosario), и среди аранжировщиков — Мануэль Техада (Manuel Tejada).
В конце 80-х—начале 90-х, во многом благодаря усилиям двух музыкантов, доминиканца Джоси Эстебана (Jossie Esteban) и пуэрториканца Альберто «Ринго» Мартинеса (Alberto «Ringo» Martínez), произошёл рост популярности меренге в Пуэрто-Рико. Эстебан и Мартинес, основатели собственной группы La Patrulla 15, создали множество новых молодёжных групп, таких как Caña Brava, Zona Roja, Las Nenas de Jossie y Ringo; открыли много молодых талантов — в частности, популярных певиц Ольгу Таньон и Селинес (Celinés). Развитие музыкального жанра как в Пуэрто-Рико, так и в Доминиканской Республике идет практически параллельно. В этот период меренге приобретает статус коммерческой музыки — альбомы многих исполнителей попадают на музыкальные рынки Америки, Европы и Азии. Однако, с середины 90-х пуэрто-риканское меренге претерпело значительные изменения, в основном в сторону упрощения ритма и мелодий. В конце 90-х возникло ещё одно течение — нью-йоркское меренге, которое отличалось ещё большим примитивизмом текстов и мелодий.
Также в конце 90-х в Доминиканской Республике и доминиканских общинах Нью-Йорка возросла популярность фольклорного «меренге типико». В 1997 году нью-йоркская группа Fulanito выпустила сенсационный альбом «Guallando», который явился сплавом меренге типико с современными[когда?] городскими ритмами (рэп).
Музыкальные критики[кто?] считают, что начиная с 2000 года меренге переживает кризис. Коммерциализация меренге нанесла серьёзный ущерб самобытности жанра: множество групп-однодневок наполнило рынок альбомами низкого качества. Тем не менее, «ветераны жанра», такие как Хуан-Луис Герра (Juan Luis Guerra), Милли Кесада (Milly Quezada), Джоси Эстебан, Вильфридо Варгас, продолжают работать над выпуском новых альбомов в надежде на будущее возрождение меренге.

## Близкие музыкальные жанры
- Бачата
- Кумбия
- Пачанга
- Реггетон
- Сальса